# Filippo Casoni
Filippo Casoni, né le 6 mars 1733 à Sarzana en Ligurie et mort le 9 octobre 1811  à Rome, est un cardinal italien du XIXe siècle.

## Biographie
Casoni exerce des fonctions au sein de la Curie romaine et devient gouverneur de différentes cités des États pontificaux. En 1785, il est le dernier vice-légat pontifical à Avignon, mais il est forcé par les Français de quitter la cité en 1790 et il se réfugie à Carpentras où il devient recteur du Comtat Venaissin jusqu'à 1791 avant de devoir retourner à Rome.
Casoni est par la suite élu archevêque titulaire de Pergé (de) en 1794, avant d'être envoyé comme nonce apostolique en Espagne.
Le pape Pie VII le crée cardinal lors du consistoire du 23 février 1801. Le cardinal Casoni est nommé cardinal secrétaire d'État en 1806, mais résigne en 1808 pour des raisons de santé.